# Remissione spontanea
La remissione spontanea, chiamata anche guarigione spontanea o regressione spontanea, è un miglioramento inaspettato da una malattia che di solito progredisce. Questi termini sono comunemente usati per miglioramenti transitori o finali imprevisti nel cancro. Le remissioni spontanee riguardano i tumori del sistema ematopoietico (tumore del sangue, ad es. leucemia), mentre le regressioni spontanee riguardano i tumori palpabili; tuttavia, entrambi i termini sono spesso usati in modo intercambiabile. 

## Definizione
La regressione spontanea e la remissione dal cancro furono definite da Everson e Cole nel loro libro del 1966 come: "la scomparsa parziale o completa di un tumore maligno in assenza di ogni trattamento, o in presenza di una terapia ritenuta inadeguata per esercitare un'influenza significativa su malattia neoplastica".

## Frequenza di regressione spontanea nel cancro
È stato a lungo ipotizzato che le regressioni spontanee, per non parlare delle cure, dal cancro siano fenomeni rari e che alcune forme di cancro siano più inclini a corsi imprevisti (melanoma, neuroblastoma, linfoma) rispetto ad altre (carcinoma). La frequenza è stata stimata in circa 1 su 100.000 tumori; tuttavia, questa proporzione potrebbe essere sottovalutata o sopravvalutata. Infatti, non tutti i casi di regressione spontanea possono essere conosciuti, sia perché il caso non è stato ben documentato o il medico non era disposto a pubblicare, sia semplicemente perché il paziente ha smesso di frequentare una clinica. D'altra parte, negli ultimi 100 anni quasi tutti i malati di cancro hanno ricevuto una qualche forma di trattamento e l'influenza di tale trattamento non può sempre essere esclusa. 
È probabile che la frequenza della regressione spontanea nei piccoli tumori sia stata drasticamente sottovalutata. In uno studio attentamente valutato sulla mammografia è stato riscontrato che il 22% di tutti i casi di carcinoma mammario è stato sottoposto a regressione spontanea.

## Le cause
Everson e Cole hanno offerto come spiegazione per la regressione spontanea dal cancro: 
 In molti dei casi raccolti [...] si deve riconoscere che i fattori o i meccanismi responsabili della regressione spontanea sono oscuri o sconosciuti alla luce delle attuali conoscenze. Tuttavia, in alcuni casi, le conoscenze disponibili consentono di dedurre che le influenze ormonali probabilmente erano importanti [...] In altri casi, i protocolli suggeriscono fortemente che un meccanismo immunitario era responsabile. 
 Challis e Stam, conclusero nel 1989, "Riassumendo, possiamo concludere che, sebbene un gran numero di casi interessanti e insoliti continuino a essere pubblicati ogni anno, ci sono ancora pochi dati conclusivi che spiegano il verificarsi di regressione spontanea".
L'apoptosi (morte cellulare programmata) e l'angiogenesi (crescita di nuovi vasi sanguigni) sono talvolta discussi come possibili cause di regressione spontanea. Ma entrambi i meccanismi necessitano di appropriati trigger biochimici e non possono essere avviati da soli. In effetti, in molte cellule tumorali l'apoptosi è difettosa e l'angiogenesi è attivata, entrambi questi effetti sono causati da mutazioni nelle cellule tumorali; il cancro esiste perché entrambi i meccanismi non funzionano correttamente.
Esistono diversi casi di regressioni spontanee da cancro che si verificano dopo una febbre causata da infezione, e questo suggerisce una possibile connessione causale. Se questa coincidenza nel tempo fosse una connessione causale, dovrebbe anche essere utilizzato come effetto profilattico, vale a dire che le infezioni febbrili dovrebbero ridurre il rischio di sviluppare il cancro in seguito. Ciò potrebbe essere confermato raccogliendo studi epidemiologici.

## Ricerche
- Rohdenburg (1918) riassunse 185 regressioni spontanee[9]
- Fauvet riportò 202 casi tra il 1960[10] e il 1964[10]
- Boyd riportò 98 casi nel 1966[11]
- Everson e Cole descrissero 176 casi tra il 1900[1] e il 1960[1][12]
- Challis ha riassunto 489 casi tra il 1900[4] e il 1987[4]
- O'Regan Brendan, Carlyle Hirschberg hanno raccolto oltre 3.500 riferimenti dalla letteratura medica[13]
- Hobohm, in una meta-analisi, ha studiato circa 1000 casi[2]
- Turner, in uno studio di ricerca qualitativa, ha condotto interviste con 20 pazienti con remissioni spontanee[14]